# Lukas Lessel
Lukas Lessel (* 23. Dezember 2000) ist ein estnischer Sprinter und Hürdenläufer, der sich auf die 400-Meter-Distanz spezialisiert hat.

## Sportliche Laufbahn
Erste internationale Erfahrungen sammelte Lukas Lessel im Jahr 2019, als er bei den U20-Europameisterschaften in Borås im 400-Meter-Hürdenlauf mit 53,76 s in der ersten Runde ausschied und mit der estnischen 4-mal-100-Meter-Staffel in 49,44 s auf den siebten Platz gelangte.
2019 wurde Lessel estnischer Hallenmeister im 400-Meter-Lauf.

## Persönliche Bestleistungen
- 400 Meter: 48,44 s, 18. Juni 2020 in Kuusalu
  - 400 Meter (Halle): 48,53 s, 22. Februar 2020 in Tallinn
- 400 m Hürdenlauf: 53,06 s, 13. Juli 2019 in Vöru